# Comuna Uleanivka, Bratske
Uleanivka (în ucraineană Улянівка) este o comună în raionul Bratske, regiunea Mîkolaiiv, Ucraina, formată din satele Makarove, Sokolivka și Uleanivka (reședința).

## Demografie
Componența lingvistică a comunei Uleanivka
     Ucraineană (93,8%)
     Rusă (3,86%)
     Română (2,11%)
     Alte limbi (0,12%)
Conform recensământului din 2001, majoritatea populației comunei Uleanivka era vorbitoare de ucraineană (93,8%), existând în minoritate și vorbitori de rusă (3,86%) și română (2,11%).